# Wilfred Hawker
Wilfred Hawker (Paramaribo, 1955 - ibidem, 13 de marzo de 1982) fue un militar surinamés, sargento Mayor del Ejército. Fue un férreo opositor al régimen de Desi Bouterse. Intenta un golpe de Estado el 15 de marzo de 1981, que fracasó, intentó otro el 12 de marzo de 1982 y también fracasó, por lo que fue ejecutado al día siguiente.
Wilfred Hawker nació en el pequeño sector de Circa, en el distrito de Paramaribo, en 1955. Se convirtió en Sargento Mayor del Ejército de Surinam. Como militar se integró al grupo de los dieciséis que el 13 de agosto de 1980 participa en el golpe de Estado contra el primer ministro Henck Arron y el presidente Johan Ferrier, llamado el Golpe de los Sargentos. Pero pronto se opuso al régimen de Bouterse y el 15 de marzo de 1981 intenta un golpe de Estado contra el gobierno provisional de Henk Chin A Sen, pero éste fracasa. Se entrega y es llevado al cuartel Memre Boekoe. 
El 11 de marzo de 1982 ocurre un golpe de Estado liderado por Surendre Rambocus y Hawker es liberado de la cárcel. Ya fuera, colabora con el golpe y dirige el asalto al cuartel Memre Boekoe, donde es herido y llevado al hospital. El golpe de Estado fracasó. El 13 de marzo de 1982 los militares, liderados por Bouterse llegan al hospital y lo arrestan. Las enfermeras que lo atendían se opusieron y estas también fueron apresadas, mientras, Hawker fue llevado al Fuerte Zeelandia, donde fue llevado ante un pelotón y fusilado por Roy Horb, siendo la ejecución trasmitida en directo por radio y televisión.
- Datos: Q2294834